# هرمونات بيئية
الهرمونات البيئيّة هي مركّبات كيميائيّة تشبه هرمونات الغدد الصماء. إما أن تكون ذات مصدر طبيعيّ كالفيتواستروجين أو صناعيّ. هذه المركّبات قادرة على تنشيط نفس مستقبلات الغدد الصماء كنظائرها الطّبيعيَّة، وبالتالي من الممكن أن تعطّل النّشاط الهرمونيّ.